# Xiongguanlong
Xiongguanlong (chiń. 雄关龙属) – rodzaj teropoda z grupy tyranozauroidów (Tyrannosauroidea) żyjącego we wczesnej kredzie na obecnych terenach Azji. Został opisany przez Li i współpracowników w oparciu o niekompletny szkielet odkryty w datowanych na apt-alb osadach grupy Xinminpu na północy prowincji Gansu w zachodnich Chinach. Xiongguanlong zdaje się być zarówno morfologicznie, stratygraficznie, jak i filogenetycznie ogniwem pośrednim pomiędzy niewielkimi tyranozauroidami żyjącymi w barremie a tyranozaurydami z późnej kredy, należącymi do największych teropodów wszech czasów.
Xiongguanlong był średniej wielkości tyranozauroidem. Czaszka mierzyła nieco ponad pół metra długości, podobnie jak kość udowa. Region przedoczodołowy był bardzo wydłużony i dochodził do dwóch trzecich całej długości czaszki. Podobnie niską i wydłużoną czaszkę miał tyranozauryd Alioramus, był on jednak większy od Xiongguanlong i żył około 35 mln lat później. Czaszka holotypu jest niemal kompletna, jednak z powodu deformacji niektóre jej cechy nie zachowały się. Okno przedoczodołowe było krótkie i obejmowało mniej niż połowę dołu przedoczodołowego. Zęby przedszczękowe były w przekroju D-kształtne, podobnie jak u przedstawicieli Tyrannosauridae. Tak jak zęby młodych tyranozaurów nie miały piłkowanych krawędzi. Zachowała się także kość udowa oraz wszystkie kręgi przedkrzyżowe, jednak wiele elementów jest w kiepskim stanie. W chwili śmierci holotyp był prawdopodobnie bliski osiągnięcia pełnej dojrzałości. Jego masę szacuje się na około 272 kg.
Analiza filogenetyczna przeprowadzona przez Li i współpracowników sugeruje, że Xiongguanlong jest taksonem siostrzanym kladu obejmującego appalachiozaura i rodzinę Tyrannosauridae, w pozycji pośredniej pomiędzy tyranozauroidami z barremu a tyranozaurami z kampanu i mastrychtu. Reprezentuje on również jednego z najbardziej kompletnych tyranozauroidów spomiędzy barremu a kampanu.
Skamieniałości Xiongguanlong baimoensis odkryto na północy prowincji Gansu, niedaleko miasta Jiayuguan. W pobliżu odnaleziono liczne szczątki innych kręgowców, takich jak terizinozauroid Suzhousaurus, ornitomimozaur Beishanlong, zauropody, ornitopody i żółwie. W młodszych osadach znajdują się skamieniałości przedstawicieli fauny zdominowanej przez niewielkiego neoceratopsa z rodzaju Auroraceratops. Skały, z których wydobyto holotyp Xiongguanlong baimoensis pochodzą najprawdopodobniej z aptu lub albu.